# Mała Sowa
Mała Sowa (972 m n.p.m., niem. Kleine Eule) - wzniesienie w Sudetach, w środkowej części Gór Sowich; drugie pod względem wysokości - po Wielkiej Sowie (1015 m n.p.m.).
Szczyt i zbocza porośnięte są lasem świerkowym. Przez wierzchołek góry prowadzi na Wielką Sowę leśna droga zwana Cesarską Drogą. W partiach szczytowych widoczne są zniszczenia ekologiczne drzewostanu.
Wzniesienie położone w Parku Krajobrazowym Gór Sowich.
Niedaleko szczytu przechodzi  szlak turystyczny z Walimia na Wielką Sowę.